# Mendon (Ohio)
Mendon è un villaggio degli Stati Uniti d'America, situato nello stato dell'Ohio, nella contea di Mercer. La popolazione, registrata nel censimento del 2010,era di 662 abitanti.